# X-RIS
X-RIS (pour X-Ray Imaging Solutions) est une société belge basée à Liège, active dans le domaine de la radiologie numérique en contrôle non destructif et en sécurité.
Fondée en 2010, la société a terminé première dans sa catégorie au concours Deloitte Technology Fast 50 - Belgium (en) en novembre 2015 et à nouveau en novembre 2017. Elle compte parmi ses clients Airbus, Safran et TOTAL. Entre 2014 et 2017, elle a fourni à 3 reprises du matériel à l'Académie du FBI à Quantico et au centre de formation du FBI de l'Alabama.
X-RIS innove dans de nombreux domaines. Entre 2017 et 2020, elle mène un projet de développement d'outils d'intelligence artificielle pour l'imagerie numérique en collaboration avec plusieurs entreprises et universités wallonnes. Et en 2021, elle lance un projet portant sur l'inspection de pièces d'additive manufacturing par tomographie.

## Historique

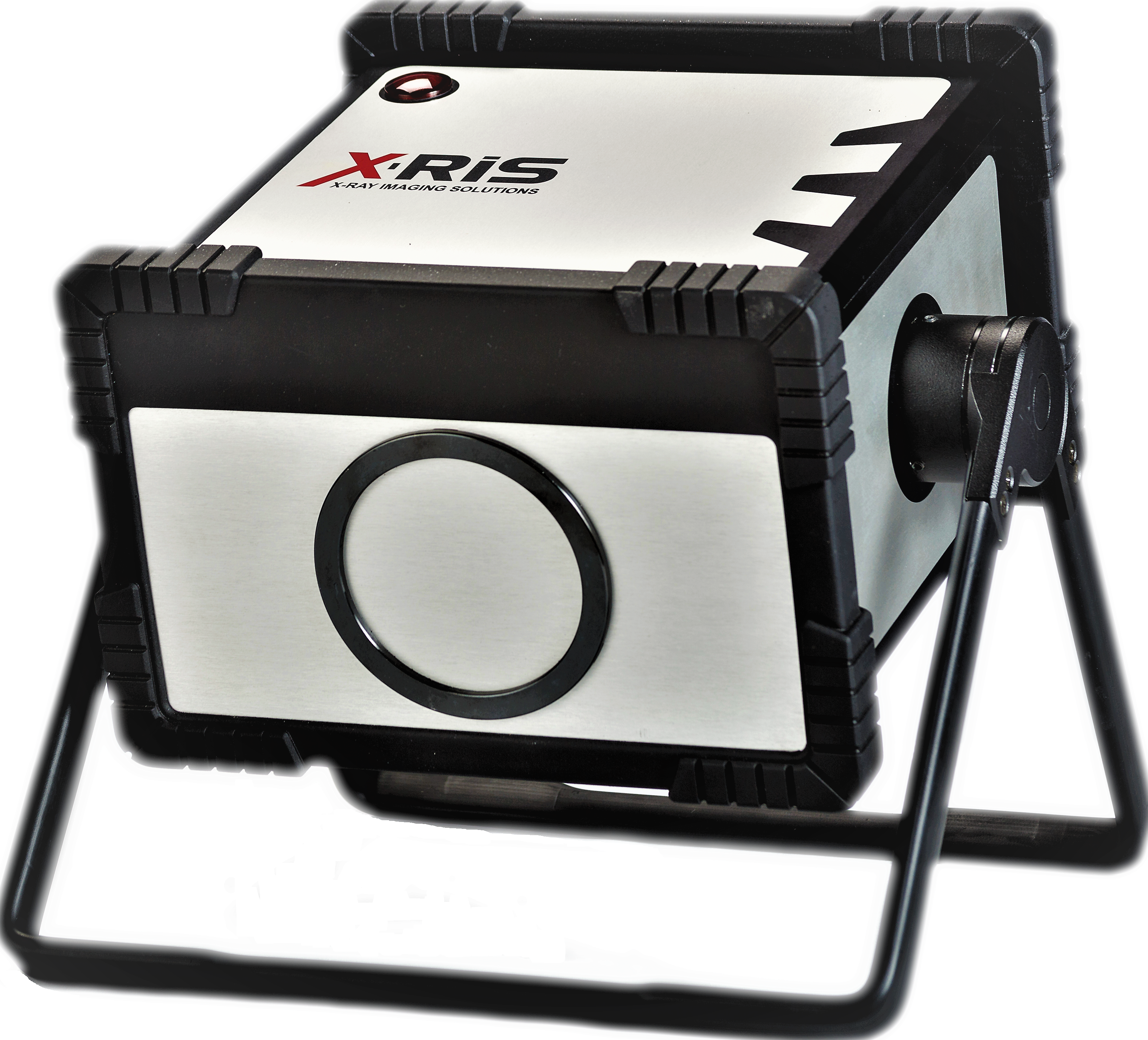
GemX-160 : générateur de rayons-X portable destiné à la radiologie numérique en contrôle non destructif ; l'appareil est alimenté sur batterie et contrôlé à distance par ondes radios.

X-RIS est une start-up fondée en 2010 Liège par un ingénieur physicien, ancien chercheur de à l'Université de Liège et par un commercial de la Haute École Sainte-Marie,. Elle est spécialisée dans la fourniture de matériel de radiographie digitale en contrôle non destructif et en sécurité,,.
La société fournit des générateurs de rayons-X portables, des détecteurs digitaux et des systèmes rayons-X intégrés. Elle est active dans le domaine des fonderies et des chantiers navals, dans l'industrie aéronautique (Safran, SABCA, Sonaca), l'aérospatiale (SpaceX) et dans l'industrie pétrolière où elle fournit notamment TOTAL,. En sécurité, les applications sont le déminage, la médecine légale, les douanes et le contre-espionnage,.
En 2011, la société a développé sur mesure pour le Musée royal de l'Afrique centrale de Belgique un scanner à rayons-X destiné à l'étude de la collection de spécimens zoologiques de l'institut parfois vieux de 70 ans,. Via l'usage de deux panneaux plans, le système peut radiographier de petits spécimens, de 1 à 3 cm avec une résolution de 48 µm, jusqu'à des serpents de 1 mètre de long.
Fin 2014, X-RIS obtient un contrat auprès de l'Académie du Bureau Fédéral d'Investigation américain,,,. Selon les propos rapportés par Eric Dagonnier, le système se distingue par sa « rapidité déterminante » qui permet de « réalis[er] l'analyse en moins de vingt secondes ». Selon le CEO de la société, ce sont « l’innovation technologique, en particulier la prise de clichés en temps-réel, la portabilité et l’ergonomie [qui] ont contribué à [cette] sélection ». Le contrat est renouvelé en 2015 et à nouveau en 2017 mais cette fois pour le centre de formation de l'Alabama. Dans la foulée, la société ouvre un bureau en Chine.
En 2015, la société compte 10 personnes pour un chiffre d'affaires entre 1 700 000 et 2 000 000 d'euros dont 30 à 40 % dans la sécurité. Fin 2016, la société s'installe dans un nouveau bâtiment de 1 000 m2 et compte 14 collaborateurs. Elle remporte un contrat de fourniture aux forces armées libyennes et termine l'année avec un chiffre d'affaires total de 2 900 000 d'euros (+ 72%), en le multipliant ainsi par 3,7. Fin 2017, la société compte 17 personnes dont 10 ingénieurs spécialisés dans la radiologie numérique. En 2019, la société compte 21 collaborateurs et atteint un chiffre d'affaires de 5 000 000 d'euros (+ 35%). Fin 2019, un des deux fondateurs revend sa participation dans le cadre d'un Management Buy Out.

## Innovations
Selon Engineeringnet.be, la spécificité de la société tient dans sa capacité à produire elle-même l'ensemble des composants de ses systèmes, ce qui permet d'optimiser le logiciel lui donnant des « fonctionnalités sans précédent ». Guy Delicourt de l'Echo compare la société à Apple de par « une approche à la fois exigeante en termes de qualité [de produits et par] la facilité d'utilisation de son logiciel : Maestro ».
Selon Innovatech, une spécificité de l'innovation de la société X-RIS réside dans la fourniture de solutions conviviales (« user-friendly ») et son succès dans la complémentarité des deux fondateurs.
En 2017, X-RIS lance le projet ADRIC (Automatic Defect Recognition in Industrial Control) avec les sociétés Euresys et Optrion et en partenariat avec l'ULiège et l'ULouvain. Le projet, d'un montant total de 3 000 000 €, obtient la labellisation de la DG06. Il vise à « développer des outils d'intelligence artificielle qui seront intégrés dans leurs offres de solutions de contrôle industriel numériques ». A son issue en 2021, le projet est un succès avec l'aboutissement d'une première cabine standard pour X-RIS et avec une augmentation du chiffre d'affaires pour les partenaires industriels de 75 % (X-RIS), 120 % (Euresys) et 50 % (Optrion). Les travaux des partenaires académiques se soldent par 11 publications scientifiques et l'aboutissement de 2 thèses de doctorat.
En 2021, la société lance le projet AeroCT (Computer Tomography for AEROnautical parts manufacturing) en collaboration avec les sociétés Any-Shape et ainsi qu'avec l'Université Libre de Bruxelles. Le projet a pour ambition d'étudier et d'optimiser l'usage de la tomographie dans le contrôle non destructif de pièces d'additive manufacturing en aéronautique,.
Selon Market Data Analytics, en 2020, la société fait partie des « leaders » dans le marché de fourniture de logiciels d'imagerie par rayons-X,,.

## Prix et récompenses

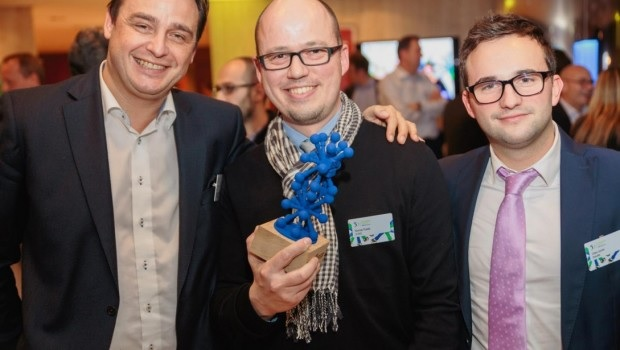
Nicolas Poelst, Directeur Commercial de X-RIS reçoit le premier prix dans la catégorie IT and Digital Solutions au concours Deloitte Technology Fast 50 2015.

En novembre 2015, la société se classe première au concours Deloitte Technology Fast 50 récompensant l'entreprise technologique belge à la croissance du chiffre d'affaires la plus grande. X-RIS se classe également première dans la catégorie IT & Digital Solutions,,,.
En novembre 2017, la société est à nouveau primée au Deloitte Fast 50 en remportant la première place dans la catégorie hardware. Son chiffre d'affaires a été multiplié par 3,7 entre 2013 et 2016,.
L'ex-CEO de la société, Christophe Greffe, a été nommé par le magazine Computable au titre de IT manager de l'année pour le Benelux en 2015, 2016, 2017 et 2018.